# Мезенцев, Вадим Васильевич
Вади́м Васи́льевич Ме́зенцев — советский боксёр, российский тренер по боксу. Мастер спорта СССР. Заслуженный тренер России.

## Биография
Работал тренером по боксу в Костроме, где подготовил призёров чемпионатов Европы и мира. Несколько лет тренировал сборную Малайзии по боксу. В 2006 году переселился в Обнинск Калужской области и возглавил отделение бокса детско-юношеской спортивной школы «Квант», в котором занимается около 80 человек. Вошёл в список лучших тренеров Калужской области по итогам 2007 года.

## Известные ученики
- Алексей Егоров (р. 1991) — российский боксёр. Чемпион Европы (2013).
- Юрий Гончаров
- Евгений Казанцев

### Интервью
- Петухов А. Вадим Мезенцев: Егоров просто размолотил своего соперника // Советский спорт. — 5 июня 2013 года. Архивировано 3 ноября 2013 года.

### Статьи
- Человек года-2010 // НГ-регион. — 16 июня 2011 года. Архивировано 3 ноября 2013 года.